# Baštijani
Baštijani su naselje u Hrvatskoj u općini Jelenju. Nalaze se u Primorsko-goranskoj županiji.

## Zemljopis
Nalaze se zapadno od rijeke Rječine. Sjeverno preko rijeke su Milaši i Brnelići, a istočno su Martinovo Selo, Lubarska, Ratulje i Jelenje. Jugoistočno su Lopača, Drastin i Lukeži. Dalje na zapadu su Saršoni.

## Stanovništvo
| broj stanovnika | 306   | 307   | 32    | 15    | 12    | 25    | 446   | 424   | 17    | 19    | 16    | 14    | 12    | 14    | 17    | 18    | 14    |
|                 | 1857. | 1869. | 1880. | 1890. | 1900. | 1910. | 1921. | 1931. | 1948. | 1953. | 1961. | 1971. | 1981. | 1991. | 2001. | 2011. | 2021. |